# شهرستان لامویلی (ورمانت)
شهرستان لامویلی، ورمانت (به انگلیسی: Lamoille County, Vermont) یک سکونتگاه مسکونی در ایالات متحده آمریکا است که در ورمانت واقع شده‌است.

## خصوصیات
شهرستان لامویلی ۱٬۲۰۱٫۷۶ کیلومترمربع مساحت دارد.